# Orden des Roten Banners der Arbeit

Der Orden des Roten Banners der Arbeit

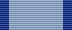
Bandschnalle des Ordens des Roten Banners der Arbeit

Der Orden des Roten Banners der Arbeit (russisch Орден Трудового Красного Знамени Orden Trudowogo Kransnogo Snamjeni) war ein sowjetischer Orden für Leistungen in der Arbeit oder im öffentlichen Dienst.

## Geschichte

Rotbannerorden für Arbeit der RSFSR, mit der Aufschrift „Dem Helden der Arbeit“

Am 28. Dezember 1920 rief die Russische SFSR den Orden des Roten Banners der Arbeit der RSFSR als ziviles Gegenstück zum Rotbannerorden ins Leben. Am 7. September 1928 stiftete das Präsidium des Zentralen Exekutivkomitees der Sowjetunion den Orden des Roten Banners der Arbeit der Sowjetunion.

## Der Orden
Der Orden besteht aus einem silbernen Abzeichen in der Form eines Zahnrades, umläufig ist das Motto russisch Пролетарии всех стран, соединяйтесь! Proletarii wsech stran, sojedinjaites!, deutsch ‚Proletarier aller Länder, vereinigt Euch!‘ aufgeprägt. In der Mitte ist ein Staudamm mit aufgelegtem Hammer-und-Sichel-Emblem zu sehen, darunter blaues Email für das Wasser. Dieses Motiv wird von einem Eichenlaubkranz umrahmt. Darüber befindet sich eine Rote Fahne mit den Buchstaben СССР, darunter ein Roter Stern zwischen zwei goldenen Weizenähren.
Der Orden wurde anfangs ohne Band auf der linken Brust getragen, später an einem hellblauen Band mit schmalen dunkelblauen Streifen an den Seiten.

## Bekannte Träger
- Helena Bobińska (1887–1968), polnische Schriftstellerin
- Eduard Anatoljewitsch Chil (1934–2012), russischer Estrada-Sänger
- Anatoli Stepanowitsch Djatlow (1931–1995), stellvertretender Chefingenieur des Kernkraftwerkes Tschernobyl
- Isaak Ossipowitsch Dunajewski (1900–1955), sowjetischer Komponist
- Nikolai Markowitsch Emanuel (1915–1984), russischer Chemiker
- Michail Sergejewitsch Gorbatschow (1931–2022), russischer Politiker, erhielt die Auszeichnung im Alter von 16 Jahren
- Alexander Grigorjewitsch Jefremow (* 1946), sowjetischer bzw. russischer Politiker
- Marcus Klingberg (1918–2015), israelischer KGB-Spion
- Ljubow Mala (1919–2003), ukrainische Medizinerin
- Ilja Alexandrowitsch Mussin (1903–1999), russischer Dirigent und Hochschullehrer
- Ljubow Petrowna Orlowa (1902–1975), Theaterschauspielerin und Sängerin
- Pjatnizki-Chor, ein 1911 gegründeter Volkschor
- Wladimir Iwanowitsch Polonski (1893–1937), sowjetischer Politiker und Gewerkschafter
- Jewgeni Maximowitsch Primakow (1929–2015), russischer Politiker und Diplomat
- Irina Konstantinowna Rodnina (* 1949), sowjetische Eiskunstläuferin
- Nikodim Rusnak (1921–2011), ukrainisch-orthodoxer Metropolit
- Dmitri Dmitrijewitsch Schostakowitsch (1906–1975), russischer Komponist, Pianist und Pädagoge
- Konstantin Iwanowitsch Skrjabin (1979–1972), sowjetischer Helminthologe
- Konstantin Ustinowitsch Tschernenko (1911–1985), sowjetischer Politiker